# 모이라 (오버워치)
모이라 오 도랭(Moira O'Deorain), 간단히 모이라(Moira)로 알려져 있는 그녀는 팀 기반의 멀티플레이어 슈팅 비디오 게임 오버워치로 알려져 있는 플레이 가능 캐릭터이다. 게임에서 모이라는 그녀의 주요 공격으로 적을 손상시키며 그녀의 에너지를 다시 채울 수 있는 힐러 및 지원 역할을 한다.
게임의 스토리에서, 그녀는 어떤 "윤리적 제약"이 과학 발전을 방해하도록 내버려 두기를 거부하는 아일랜드의 유전학자이다.

## 구상 및 설계
2017년 11월 3일 블리즈컨 2017에서 게임의 26번째 영웅으로 발표되었다. 며칠 후 공개 테스트 서버에서 플레이할 수 있게 되었다. 모이라는 2017년 11월 16일 전 지역의 모든 플레이어들을 위해 캐릭터로 추가되었다. 카플란(Kaplan)은 모이라를 훨씬 이전부터 몇 달 동안 작업을 해왔다고 말했으며, 오버워치 유저들이 또 다른 힐러 캐릭터를 요청했을 것으로 예상했었다. 카플란은 모이라가 힐러로서 적합한 팀 구성에 따라 팀이 일반적으로 근접하게 유지된다고 믿었다. 하지만 겐지 (오버워치)처럼 그룹으로부터 분리되는 경향이 있는 사람들을 지원하는 데 그녀의 능력이 도움이 될 수 있다.
아트워크 작업에서, 그녀는 예복, 소매, 손동작을 통해 마법을 부리는 능력으로, 아놀드 장(Arnold Tsang)에 의해 워록이나 마법사 같은 캐릭터로 그려졌다. 이것은 그녀의 캐릭터 애니메이션, 특히 소매 부분에 있어서 약간의 어려움을 만들었다. 그들은 리퍼를 위해 이전에 길게 흘러내리는 옷을 한 적이 있었지만, 복잡한 손놀림으로 소매에 애니메이션을 만드는 데는 몇 달이 걸렸다. 이것은 특히 그녀의 레전드 스킨에 해당되었는데, 애니메이터 이 학(Lee Hak)은 이 스킨을 제대로 애니메이션화하는 데 3개월에서 5개월이 걸렸다고 말했다. 모이라의 게임 내 애니메이션은 몇몇 저널리스트들에 의해 다양한 애니메이션과 밀접한 관련이 있는 것으로 밝혀졌다. 예를 들어서, 그녀의 달리는 동작은 애니메이션 나루토의 우즈마키 나루토와 매칭된다. 추(Chu)는 블리자드의 애니메이션 팀 구성원들 중 상당수가 애니메이션 팬이며 일부 참조가 캐릭터와 커스터마이징 아이템으로 걸러졌다는 것을 인정했으며, 모이라의 경우 애니메이션과 같은 터치로 인해 게임 내 빠른 속도의 싸움에서 그녀의 개성이 시각적으로 뚜렷하게 보이게 되었다.
모이라의 성우는 아일랜드계 호주인 성우 제네비브 오라일리(Genevieve O'Reilly)가 맡았다. 선두 작가 마이클 츄(Michael Chu)의 인터뷰로, 그들은 팀이 경기의 풍경을 바라보고 있을 때, 새로운 지원 캐릭터에 관심이 있었다.그들은 또한 덜 자비롭고 사악한 치료사를 만드는 아이디어에 관심이 있었다. 모이라가 새로 공개된 이후, 모이라의 행보가 한층 탄력을 받는 버프가 있었고, 특히 블라인드 효과로 이슈가 됐던 머지센스도 있었다. 츄(Chu)는 모이라를 포함하면 조연 캐릭터에 대해 만족감을 느끼며, 다른 방식으로 게임 플레이를 하고 싶어하게 된다고 설명한다.

## 역사
더블린 출신으로, 최소 10년 전 세포에서 DNA를 바꿀 수 있는 맞춤형 유전자 프로그램을 만드는 방법을 상세히 기술한 논란이 많은 논문을 발표한 후, 과학계에 파문을 일으켰다. 대부분의 과학자들은 그녀의 연구가 윤리적인 결함으로 인해 위험하다고 느꼈고, 일부는 심지어 옴닉 위기를 촉발시킨 과학적 진보에 대한 집착을 가지고 있다고 비난하기까지 했다. 논란을 더 가중시키며, 다른 유전학자들은 그녀의 연구 결과를 재현할 수 없었다. 경력이 정체된 모이라가 있을 것 같지 않은 소식통으로부터 생명줄을 받았다. 블랙워치, 리퍼가 지휘하는 오버워치의 비밀 작전 부서였다. 블랙워치와의 관계는 베니스에서의 사건 이후 그녀의 작품이 공개될 때까지 비밀로 유지되었고, 오버워치는 그녀의 작품과의 관계를 공개적으로 부인할 수밖에 없었다. 오버워치가 해체된 후, 모이라는 남부 이라크의 오아시스를 설립한 과학 단체인 부처에 유전학부의 수장으로 고용되었다. 그녀는 또한 둠피스트, 리퍼와 함께 탈론의 재정 지원을 받았으며, 그들과 함께 탈론의 통치 위원회 구성원들 중 한 명이였다. 그녀의 오리지널 스토리 비디오는 그녀가 가브리엘 레예스를 리퍼로 변모시킨 책임이 있다는 것을 보여준다. 그녀는 2017년 초에 개봉된 둠피스트의 코믹스 영상에서 출연했다.

### 게임 내에서
게임 내에서는 모이라가 지원용 캐릭터로 간주된다. 오버워치의 총괄 프로듀서인 제프 카플란(Jeff Kaplan)은 모이라를 하이브리드 영웅이라고 별칭을 지었다.
힐러로 분류되지만, 동시에 높은 데미지를 줄 수 있는 능력을 가지고 있다. 그녀의 주요 무기는 생체 그립(Biotic Grasp)으로, 그녀의 앞에 있는 작은 원추형 모양의 물질로 아군들을 치료하기 위해 생체 에너지를 사용한다. 생체 에너지는 적들에게 생체 그립을 적용해 거머리처럼 빨아들이는 방식으로 그들의 체력을 고갈시키기 위해 그립을 적용함으로써 얻어진다.그녀의 기술에는 짧은 거리 동안 보이지 않고 무방비 상태로 여행할 수 있는 페이드(Fade)가 있다. 또한 플레이어가 노란색 구슬을 선택하면 아군을 치유, 보라색 구슬을 선택하면 적을 손상시킬 수 있는 튀어오르는 구체인 바이오틱 오브(Biotic Orb)를 사용할 수 있다. 그녀의 궁극기는 모든 아군들을 치유하고 통과하는 모든 적들에게 피해를 입히는 빔인 머지센스(Coalescence)이다. 모이라의 범위는 중간이다. 화면 중앙에 있는 그녀의 생체 에너지 측정기는 빠르게 고갈되지 않지만, 플레이어가 적을 배출하지 않는 한 천천히 채워져 그녀를 더 취약하게 만든다.